# 뉴질랜드인
뉴질랜드인(-人)은 뉴질랜드 국적을 가진 사람들을 지칭한다. 키위라고도 불린다.

## 같이 보기
- 뉴질랜드